# Vurnovec
Vurnovec is een plaats in de gemeente Zagreb in de Kroatische provincie Stad Zagreb. De plaats telt 195 inwoners (2001).